# 十面埋伏 (1989年電影)
十面埋伏是1989年上映的香港電影，由李釗執導，林國斌、大島由加利、高雄、馮淬帆等人主演的警匪動作片。

## 外部連結
- 香港影庫上《十面埋伏》的資料（繁體中文）